# Full-duplex Ethernet
Während die frühen, mit Koaxialkabel betriebenen Varianten für Halb-Duplex ausgelegt waren, verfügen spätere Varianten von Twisted-Pair- (10BASE-T, 100BASE-TX und 1000BASE-T) und Glasfaser-Ethernet über separate Kanäle für Senden und Empfangen. Bis 100BASE-T sind den Kanälen jeweils ein Twisted-pair Aderpaar zugeordnet, ab 1000BASE-T werden die Aderpaare für beide Richtungen gleichzeitig verwendet. Das Automotive Ethernet (100BASE-T1, 1000BASE-T1) verwendet nur ein einzelnes Aderpaar und überträgt mit sehr hoher Bandbreite.
Um den Einsatz von Hubs zu ermöglichen und für die Kompatibilität mit anderen Ethernet-Varianten, wurden sie ursprünglich als Halb-Duplex umgesetzt, mit einem Transceiver zur Kollisionserkennung und mit Loopback-Schaltung der Daten, damit der Host diese selbst auch mitbekommt, so als ob die Übertragung auf einem gemeinsam genutzten Medium stattgefunden hätte.
In einem geschalteten Netz kommunizieren die Teilnehmer nicht direkt, sondern über einen Switch. Sofern die Hardware den Vollduplex-Modus unterstützt, darf auf die Kollisionserkennung verzichtet werden, da immer nur ein Teilnehmer die Sende- und Empfangsleitungen anspricht.
Wenn sich also an beiden Enden der Verbindung keine Hubs befinden und die Hardware-Unterstützung gegeben ist, können die beiden Kanäle aufgeteilt werden, um so eine echte Vollduplex-Verbindung herzustellen.
Wenn allerdings an einem Ende der Autonegotiation-Modus aktiviert ist und am anderen Ende Vollduplex-Betrieb erzwungen wird, erkennt der Teilnehmer mit Autonegotiation den Link als Halb-duplex, wodurch eine große Zahl von Übertragungsfehlern auftritt.